# Erósz (kereszténység)
Az erósz a kereszténységben azt a fajta szeretet jelenti, ami vágyakozik azután, hogy viszonozzák. A szeretet legősibb típusára, a férfi-nő közötti szeretet-szerelemre vonatkozik, melyet a görög nyelvben erósz szóval jelöltek. Jelentése főként az Újszövetségben mélyült el, s az erósz szót felváltja az agapé fogalma. (A magyar nyelvben nincs annyi kifejezés a szeretet fogalmára, mint a latinban, ahol 6-7 is van.)